# Jean-Baptiste Robineau-Desvoidy
André Jean-Baptiste Robineau-Desvoidy, född 1 januari 1799, död 25 juni 1857, var en fransk läkare och entomolog som specialiserade sig på tvåvingar (Diptera).

## Biografi
André Jean-Baptiste Robineau-Desvoidy föddes i byn Saint-Sauveur-en-Puisaye som ligger i de nordliga delarna av landet, 160 km söder om huvudstaden Paris. Han levde nästan hela sitt liv i Saint-Sauveur-en-Puisaye och gifte sig aldrig. Byn var under 1800-talet mycket isolerad, omgiven av skog och sumpmark, området beskrevs som ohälsosamt av samtiden med dåligt dricksvatten och där invånarna hade kort livslängd. Området var mycket lämpligt för tvåvingar som stickmyggor (Culicidae), svidknott (Ceratopogonidae) och bromsar (Tabanidae), det var också i denna miljö som Robineau-Desvoidy entusiastiskt studerade dem och andra tvåvingar under hela sitt liv.
Robineau-Desvoidy började sina studier med klassisk grekiska och latin vid Collège d’Aux-erre, studierna gick bra och kunskapen om dessa språk var hjälpsam för att namnge de olika arter han senare i livet beskrev. 1817, när han var 18 år gammal flyttade han till Paris och studerade där medicin vid Paris universitet. 1822 stängde läkarutbildningen vid skolan i Paris och han flyttade till Montpellier där han studerade anatomi och fysiologi under Jacques Lordat. Efter att ha tagit sin läkarexamen flyttade han tillbaka till Saint-Sauveur-en-Puisaye.

## Beskrivna arter och publikationer
Robineau-Desvoidy publicerade totalt 35 vetenskapliga skrifter. Mängden nya taxa beskrivna av Robineau-Desvoidy varierar mellan olika källor. Evenhuis och Thompson anger att Robineau-Desvoidy beskrev och namngav totalt 2805 taxa, varav 1427 fortfarande var giltiga 2004. Evenhuis et al. däremot anger att Robineau-Desvoidy totalt namngav 3204 nya arter och 566 nya släkten, troligen stämmer dessa senare och större siffror som är baserade på en djupare studie av just Robineau-Desvoidy samt innehåller artiklar där alternativa stavningar av hans namn använts.
Robineau-Desvoidy har kritiserats hårt på grund av sin vana att beskriva nya arter baserat på små skillnader, främst baserat på färgskillnader mellan olika individer. Många av de arter han beskrev har senare synonymiserats, ibland även av honom själv. Det värsta exemplet är Phryxe vulgaris där Robineau-Desvoidy beskrev 248 arter som sedan alla synonymiserats med Phryxe vulgaris. Han kritiserades också för att ignorera arbetet av tidigare dipterologer, det är dock värt att notera de dåliga kontakter han hade med fältet och att han endast använda en handlupp för att identifiera och beskriva de insekter han hittade. Nedvärderande kommentarer har gjorts om honom i historieböcker om entomologi och mycket av hans arbete och fynd ignorerades av andra entomologer, även långt efter hans död. Trots brister i sitt arbete bidrog Robineau-Desvoidy mycket till forskningsfältet och tycks i efterhand blivit något orättvist behandlad.